# András Arató
András István Arató (Kőszeg, 11 de julho de 1945) é um engenheiro eletricista e modelo húngaro. Mais conhecido por se tornar um meme da internet, András tem entrado e saído da indústria fotográfica e publicitária como modelo desde que divulgou sua identidade. A modelagem de Arató para fotografia de stock atraiu atenção já em 2011, passando a ser conhecido na cultura meme como "Hide the Pain Harold" devido à sua expressão facial geral e sorriso aparentemente falso.
Ele começou a viajar para países estrangeiros como Turquia e Rússia para fins recreativos e manteve um blogue sobre sua vida e viagens. As fotografias associadas a tais viagens são ditas como sendo a causa da fama do Arató. Enquanto estava de férias na Turquia, András Arató decidiu enviar fotos pessoais das férias para no site mídia social húngaro iWiW, que foram notadas por um fotógrafo.

## Vida pessoal
Nascido em 1945 e natural de Kőszeg, Hungria, András Arató foi criado na era da Cortina de Ferro. Ele declarou que a maior parte da sua infância foi um castanheiro gigantesco que crescia na sua cidade natal.  Ele recordá-lo-ia como se fosse uma árvore de sabedoria na sua cidade, como muitos fazem de marcos históricos nas suas próprias vidas. Não se sabe muito mais sobre os anos de adolescência e pré-universidade de Arató. Em 1969, Arató se formou na Universidade de Tecnologia e Economia de Budapeste pela Faculdade de Engenharia Elétrica. Após a aposentadoria, András Arató trabalhou como DJ em uma rádio local por 5 anos. Em 2019, ele se tornou o rosto da propaganda da Coca-Cola na Hungria. Em 2020, estrelou a edição húngara de Masked Singer (conhecido na Hungria como Álarcos énekes), transmitido pela estação de TV RTL Klub. Arató atualmente mora em Budapeste com sua esposa Gabriella e seu filho.

## Hide the Pain Harold
Enquanto Arató estava de férias, ele tirava fotos de sua viagem, colocando-as nas redes sociais. Não só seus amigos viram suas fotos, mas também um fotógrafo profissional, que o contatou dizendo que estava procurando uma modelo e lhe ofereceu um convite para uma sessão fotográfica. Arató aceitou a oferta e o fotógrafo tirou algumas fotografias, das quais ele e Arató gostaram. Ele foi convidado para mais sessões e mais de uma centena de fotos de stock foram feitas. Ele concordou que as fotografias fossem usadas para esse fim, com exceção das fotografias de temas sobre política, religião e sexo, pois sentiu que esses temas são sensíveis a muitas pessoas.
Arató então procurou-se no Google Imagens e viu fotos suas como médico, vindas da página inicial de um hospital. Alguns meses depois, ele procurou-se novamente e descobriu mais fotos, incluindo uma de seu rosto colado nas quatro faces do Monte Rushmore. Esses foram os primeiros estágios do começo do meme da Internet. O fotógrafo que tirou as fotos pediu que ele sorrisse. Muitos usuários viram seu sorriso como falso, mascarando a tristeza, daí o nome "Hide the Pain Harold" (Harold Esconde A Dor). Nas fotos, ele afirmou que se cansou de sorrir demais.
No início, Arató ficou descontente com as pessoas adicionando textos engraçados às suas fotos, afirmando que ele não era realmente um "cara engraçado". Arató percebeu que fazia coisas semelhantes enquanto estava na escola, como desenhar em seus livros didáticos do poeta húngaro John Arany, fazendo-o parecer um pirata. Afirmou que fechar uma página web não funcionaria, uma vez que o conteúdo do meme poderia em breve reaparecer, então, após seis anos, ele aceitou seu status de meme. Ele esperava que todos deixariam de usar suas fotos com o tempo, mas isso não aconteceu. Primeiramente, internautas dos Estados Unidos passaram a postar fotos de Arató, depois a prática se espalhou pela Europa e, posteriormente, pelo resto do mundo.
Uma vez um internauta descobriu sua verdadeira identidade e lhe mandou um e-mail, informando que muitos usuários acreditavam que ele não era uma pessoa viva de verdade. A princípio, Arató ignorou o e-mail do usuário, mas, depois de ter recebido mais e-mails com o pedido de provar que ele "era real", ele concordou em enviar uma foto sua em sua fanpage russa, segurando uma placa dizendo "Я ЖИВ" ("YA ZHIV", russo para " EU ESTOU VIVO"). Depois de algumas horas, a foto foi vista por mais de dez mil usuários e também pela mídia internacional. 
Sua imagem é usada pelo YouTuber da Nova Zelândia Internet Historian, que mantém sua identidade anônima.

## Obras
- Em 13 de maio de 1999, ele publicou seu relatório sobre Tecnologia de Iluminação.[15]
- Lighting lexicon / [ed. András Arató et al.]; [intermediate a] Lighting Company. Budapest, 2001. 136 p.
- For operators of interior lighting:: addition to the publication "Lighting Technology" / [... it's all set up. John the Great]; [... interede. András Arató et al.]; [ed. EGI Energy Management Limited Company]. Budapest: EGI, 2001. 46 p. or 46 p.
- Ele é coautor do Street Lighting Manual. Spend. MEE Lighting Society, Foundation for Hungarian Lighting Technology, 2009. 310 p. or partly colored.

## Prêmios
- Em 2002, András Arató ganhou o Prêmio János Urbanek.[16] A Associação Eletrotécnica Húngara (MEE, abreviatura do húngaro Magyar Elektrotechnikai Egyesület) concede o Prêmio János Urbanek anualmente, que é concedido a um membro que, no âmbito da vida da Associação, tenha uma atividade teórica ou prática de destaque no campo da tecnologia de iluminação.[17]
- Em 2010, ganhou o Prêmio Déri Miksa do MEE.[18]